# París-Roubaix 1961
La París-Roubaix 1961 fou la 59a edició de la París-Roubaix. La cursa es disputà el 9 d'abril de 1961 i fou guanyada pel belga Rik van Looy, que s'imposà a l'esprint en l'arribada a Roubaix. Segon i tercer acabaren els també belgues Marcel Janssens i René Vanderveken.
121 ciclistes acabaren la cursa.

## Classificació final
|    | Ciclista            | Equip                       | Temps      |
| -- | ------------------- | --------------------------- | ---------- |
| 1  | Rik van Looy        | Faema                       | 6h 19' 08" |
| 2  | Marcel Janssens     | Dr. Mann                    | m. t.      |
| 3  | René Vanderveken    | Solo-Terrot-Van Steenbergen | m. t.      |
| 4  | Norbert Kerckhove   | Dr. Mann                    | m. t.      |
| 5  | Albertus Geldermans | Rapha-Gitane-Dunlop         | m. t.      |
| 6  | Emile Daems         | Philco                      | m. t.      |
| 7  | Bas Maliepaard      | Rapha-Gitane-Dunlop         | + 50"      |
| 8  | Armand Desmet       | Faema                       | m. t.      |
| 9  | Arthur Decabooter   | Groene Leeuw                | + 1' 05"   |
| 10 | Gilbert Desmet      | Carpano                     | m. t.      |